# Pomonte (Marciana)

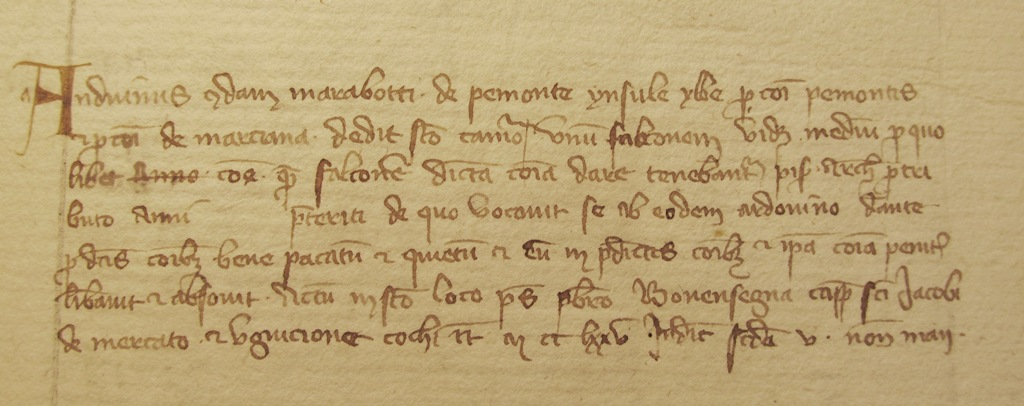
Document de 1260 portant mention de « Pemonte ».

Pomonte est une frazione de la commune de Marciana, sur la côte sud-ouest de l'île d'Elbe, dans la province de Livourne, en Toscane.

## Historique
L'ancien village, attesté par des documents des XIIIe et XIVe siècles, était situé à 460 m d'altitude dans la plus grande vallée intérieure de l'île. Il a été détruit, selon la tradition historique, durant les attaques de Khayr ad-Din Barberousse en 1534 et de Dragut en 1553.
D'après les registres de 1573, conservés dans les archives historiques de Marciana, il y avait des marais salants et une gare maritime sur le site de Pomonte. Les habitants s'appellent eux-mêmes Pomonte pomontinchi (à partir de la racine latine, « résident »).

### Localisation de la cité médiévale
Les restes du village médiéval situé dans la plaine (jusqu'au XVIIIe siècle le terme signifiait « pays »), sur la rive droite de la vallée de Pomonte. Le tissu urbain du village s'est déplacé vers le bas en terrasses escarpées. Les maisons avaient un toit en ardoise. Le village possédait une petite église dédiée à saint Benoît dans le style roman pisan, dont les ruines subsistent.

## Monuments
- L'église Sainte-Lucie, construite en 1913 sur l'emplacement d'une église du même nom datant de 1841 ;
- L'oratoire Santa Filomena (XIXe siècle).

## Toponymie
Le nom dérive de la forme originale Pedemonte (« au pied de la montagne », en référence au mont cabanes ou « post montem », puis « derrière la montagne ») et une nouvelle contraction donna Pomonte. Les deux formes apparaissent à Pise en 1260 selon des documents conservés dans les archives de l'archevêché de Pise.